# Dolerus harwoodi
Dolerus harwoodi är en stekelart som beskrevs av Benson 1947. Dolerus harwoodi ingår i släktet Dolerus, och familjen bladsteklar. Enligt den finländska rödlistan är arten nära hotad i Finland. Arten är reproducerande i Sverige. Artens livsmiljö är strandängar vid sötvatten.